# Ratingen
La ville de Ratingen est située au nord de la ville de Düsseldorf, de Cologne et des collines de l'ancien duché de Berg, le long de la rivière d'Anger, dans le land de Rhénanie-du-Nord-Westphalie et l'arrondissement de Mettmann.
Le 1er janvier 1975, le territoire municipal fut élargi une dernière fois en unifiant l'ancienne ville de Ratingen avec cinq communes voisines (Breitscheid, Eggerscheidt, Homberg-Meiersberg, Hösel, Lintorf).
Le territoire municipal est traversé par les autoroutes A 3 (Oberhausen-Cologne), A 44 (Aix-la-Chapelle-Velbert), A 52 Mönchengladbach-Essen) et A 524 (Breitscheid-Krefeld). La ville a deux stations ferroviaires de transport régional (Ratingen-Ost et Hösel). La station ferroviaire de l'aéroport de Düsseldorf est située à quelques centaines de mètres au-delà des limites municipales.

## Histoire
| Appartenances historiques Comté de Berg 1186-1380 Duché de Berg 1380-1806 Grand-duché de Berg 1806-1813 Royaume de Prusse (Province de Juliers-Clèves-Berg) 1815-1822 Royaume de Prusse (Province de Rhénanie) 1822-1918 République de Weimar 1918-1933 Reich allemand 1933-1945 Allemagne occupée 1945-1949 Allemagne 1949-présent |

Fondée au IXe siècle, elle fut élevée au rang de ville par décret du comte Adolphe V de Berg, le 11 décembre 1276. Au Moyen Âge elle était une des quatre capitales du duché de Berg qui s'étendait entre le Rhin, la Ruhr, la Sieg et le comté de La Marck.
(par ordre chronologique)

## Économie
Le siège social de DKV Euro Service est situé à Ratingen.

## Naissance à Ratingen
- Johann Muckel (1814-1882), braconnier allemand y est né

## Autres
- Dieter Nuhr (né en 1960),
- Sandy Mölling (née en 1981), chanteuse (accompagnatrice des No Angels)

## Jumelage
- Beelitz (Allemagne, Brandebourg)
- Blyth Valley (Angleterre)
- Cramlington (Angleterre)
- Gagarine (Russie)
- Kokkola (Finlande)
- Le Quesnoy (France, dept. du Nord)
- Maubeuge (France, dept. du Nord)
- Vermillion (États-Unis, Dakota du Sud)
- Wuxi-Huishan (Chine)